# Sidonie Nádherná von Borutín

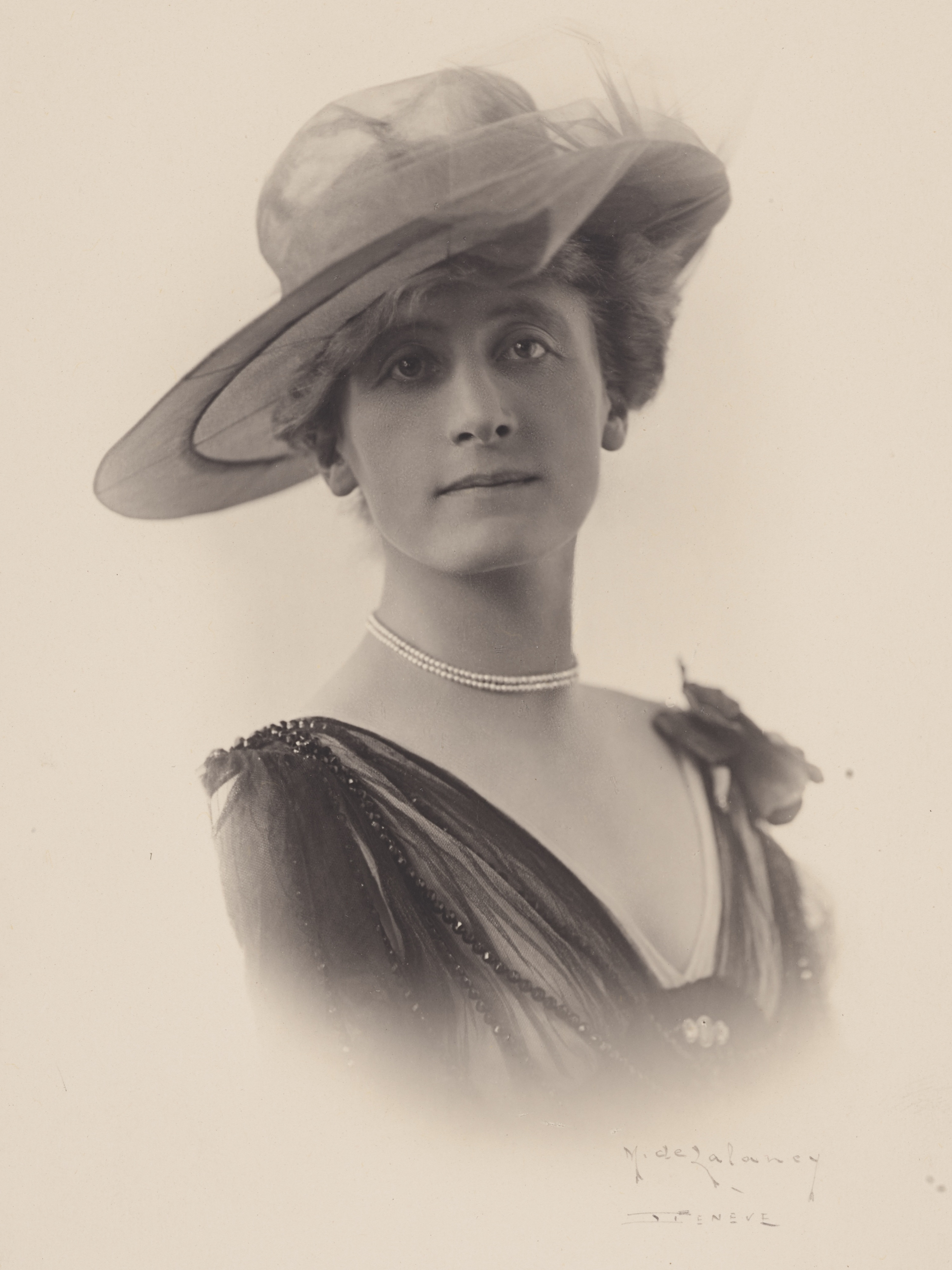
Sidonie Nádherná

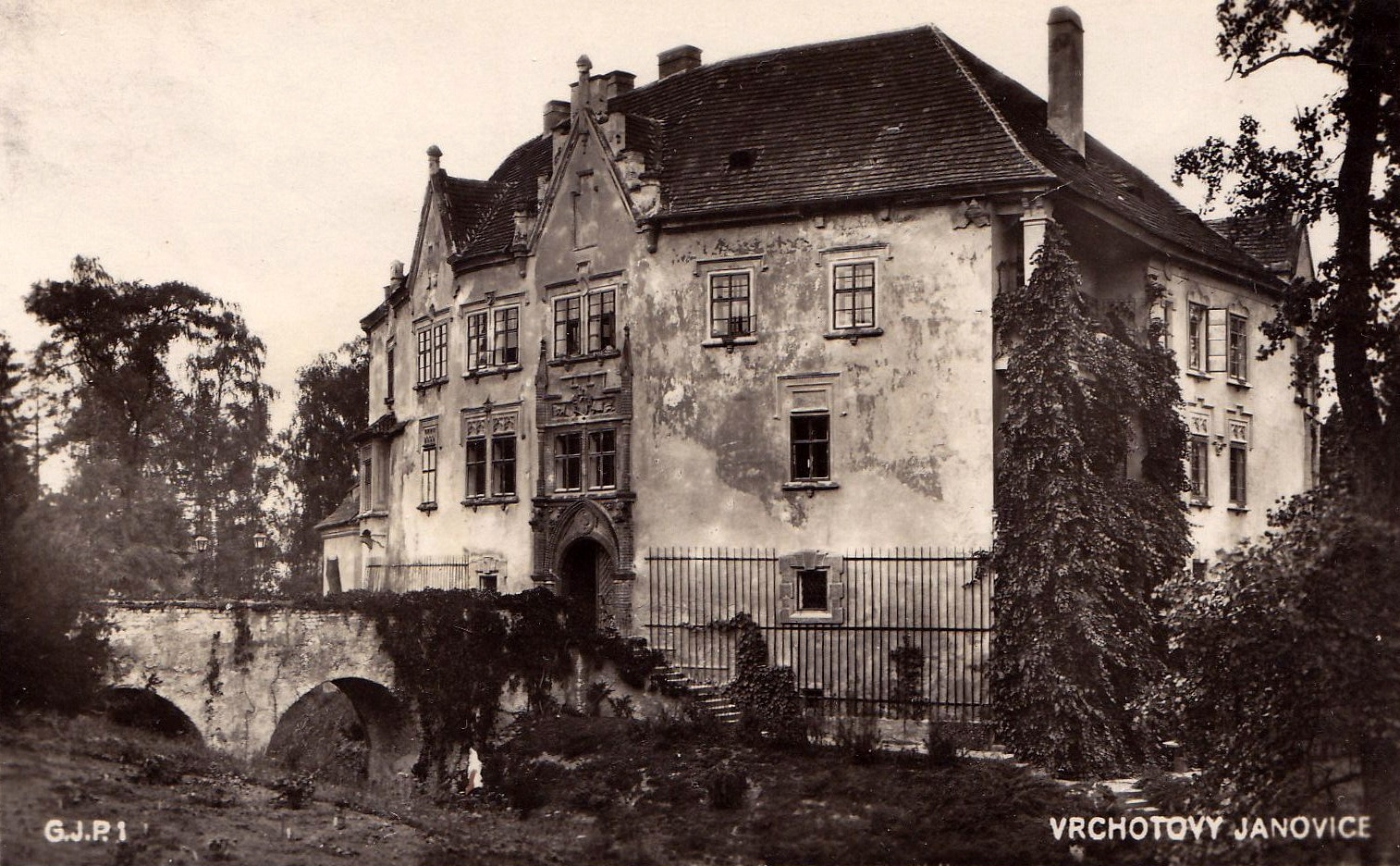
Vrchotovy Janovice (ca. 1933)

Sidonie Nádherná von Borutin, auch Sidonie Nádherný, tschechisch Sidonie Nádherná z Borutína, ab 1898 bis 1918 Sidonie Freiin Nádherný von Borutín (* 1. Dezember 1885 in Vrchotovy Janovice, Bezirk Beneschau Österreich-Ungarn; † 30. September 1950 in Harefield, London) war eine böhmische Baronin und Salonnière.

## Leben
Sidonie Amalie Wilhelmine Karoline Julia Maria Nadherny von Borutin/Sidonie Amálie Vilemína Karolína Julie Marie Nádherná z Borutína war das jüngste Kind des Großgrundbesitzers Karl Ritter Nádherný von Borutín (1849–1895) und seiner Frau Amalie Klein von Wisenberg (1854–1910), einer Tochter des Unternehmers Albert Klein von Wisenberg. Ihre älteren Brüder waren Johann Karl und Karl Maria Nadherny von Borutin, mit denen sie zusammen am 13. Mai 1898 in den österreichischen Freiherrenstand erhoben wurde.
Literarische Berühmtheit erlangte Nádherná durch ihre Freundschaft zum Dichter Rainer Maria Rilke, mit dem sie von 1906 bis zu dessen Tod 1926 korrespondierte, und die Freundschaft, dann Liebe zum Schriftsteller Karl Kraus. Sie lernte Kraus, der sich in sie verliebte, am 8. September 1913 im Wiener Café Imperial kennen. Mit Kraus verband sie bis zu dessen Tod eine konfliktreiche, aber lange und intensive Beziehung. Kraus hätte diese wohl gern legalisiert, aber Rilke hintertrieb eine Heirat mit dem perfiden Hinweis auf einen „unaustilgbaren Unterschied“ (gemeint war offensichtlich Kraus’ jüdische Herkunft).
Nádherný von Borutín hatte 1915 vor, eine standesgemäße Ehe mit dem Italiener Carl Graf Guicciardini einzugehen, was durch den italienischen Kriegseintritt im Mai des Jahres jedoch verhindert wurde. 1915 versöhnte sie sich wieder mit Kraus, der große Teile seines Dramas Die letzten Tage der Menschheit auf Schloss Janowitz schrieb. Im Jahr 1918, zu Ende des Krieges, brach sie wieder mit ihm. 1920 heiratete sie den österreichischen Mediziner Maximilian Thun-Hohenstein (1887–1935) im Stift Heiligenkreuz, trennte sich jedoch ein Jahr später wieder von ihm, ließ sich jedoch erst 1933 von ihm scheiden. Noch Ende 1920 versöhnten sich Kraus und Nádherná wieder. 1924 kam es erneut zum Bruch, 1927 zur letzten Versöhnung, der aber nicht mehr große Leidenschaft folgte.
Die Korrespondenzen, die Nádherná mit Rilke und Kraus pflegte, sind mittlerweile veröffentlicht und dokumentieren ihre Bedeutung als Diskussionspartnerin, „kreative Zuhörerin“ und Repräsentantin einer späthabsburgischen Kultur.
Nádherná war aber nicht nur Freundin berühmter Männer, sondern auch eine emanzipierte und kulturinteressierte Frau. Auf dem Familienbesitz Schloss Janowitz in der Nähe von Prag veranstaltete sie zahlreiche politische und literarische Salons. Zu ihrem Kreis gehörten neben Kraus und Rilke auch der Architekt Adolf Loos, der tschechische Schriftsteller Karel Čapek, die Komponistin Dora Pejačević und der Maler Max Švabinský.
1942 wurde Schloss Janowitz von deutschen Truppen beschlagnahmt und dem SS-Truppenübungsplatz Böhmen zugeordnet. Nach dem Krieg versuchte Nádherná vergeblich, den Familienbesitz zurückzuerhalten. Schloss Janowitz wurde von der Armee genutzt und 1948 von den tschechoslowakischen Kommunisten enteignet. Nádherná war kurzzeitig verhaftet und floh über Bayern nach Großbritannien. 1950 starb sie verarmt im englischen Exil.
1999 wurde ihr Sarg nach Schloss Janowitz überführt und dort im Schlosspark bestattet. Schloss und Park wurden zwischen 2000 und 2007 in tschechisch-deutscher Zusammenarbeit wiederhergestellt und wurden eine kulturelle und wissenschaftliche Begegnungsstätte.

### Biographie
- Alena Wagnerová: Das Leben der Sidonie Nádherný. Eine Biographie. Europäische Verlagsanstalt, Hamburg 2003, ISBN 3-434-50543-1.

### Briefwechsel

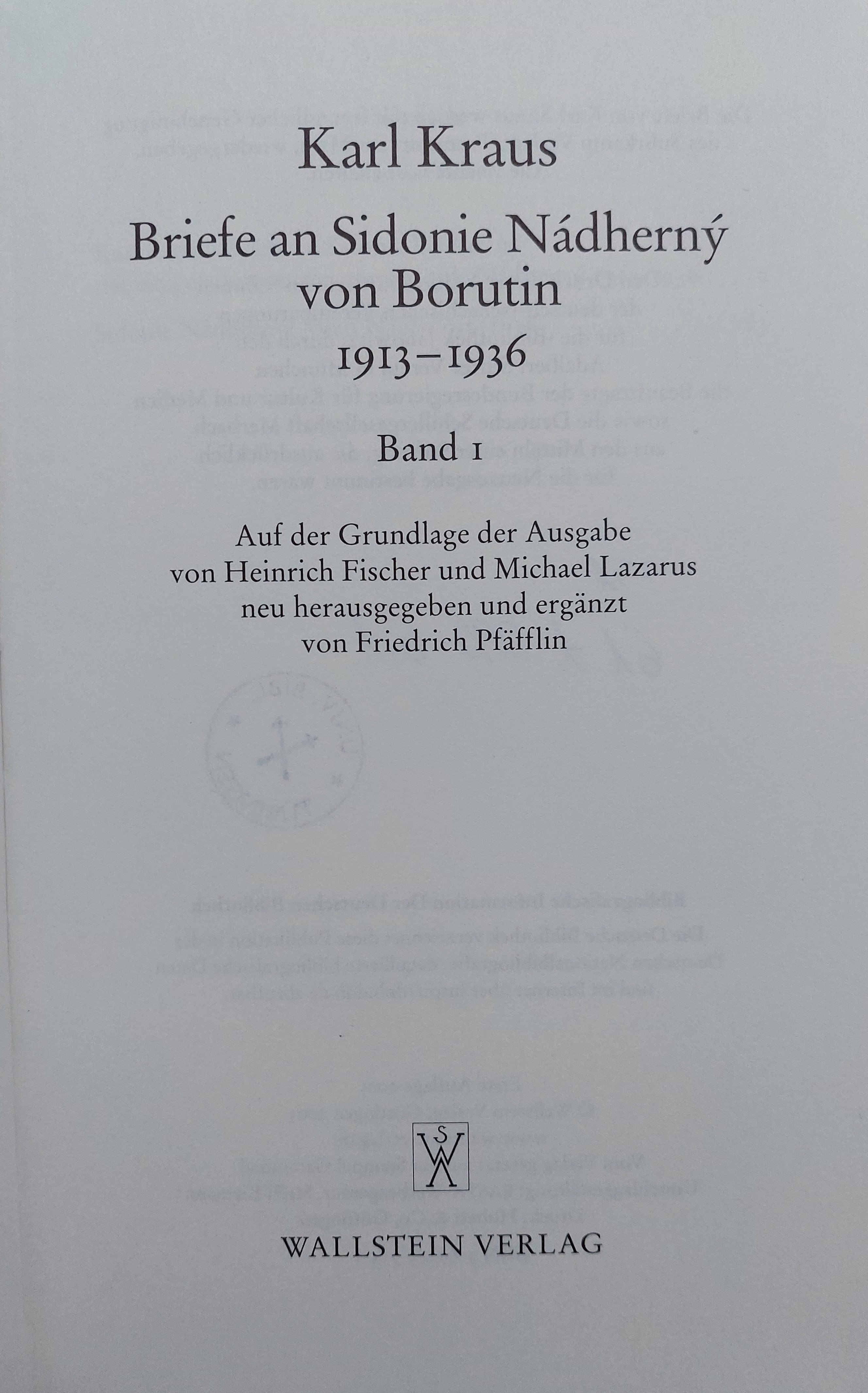
Briefe von Karl Kraus (Ausgabe 2005)

- Elke Lorenz: „Sei Ich ihr, sei mein Bote“. Der Briefwechsel zwischen Sidonie Nádherný und Albert Bloch, Iudicium, München 2002, ISBN 3-89129-742-4 (deutsch / englisch).
- Karl Kraus. Briefe an Sidonie Nádherný von Borutin. 1913-1936, 2 Bände, herausgegeben von Friedrich Pfäfflin. Wallstein, Göttingen 2005, ISBN 978-3-89244-934-8
- Rainer Maria Rilke – Sidonie Nádherný von Borutin, Briefwechsel 1906–1926, herausgegeben von Joachim W. Storck unter Mitarbeit von Waltraud und Friedrich Pfäfflin, Wallstein, Göttingen 2007, ISBN 978-3-89244-983-6.
- Friedrich Pfäfflin, Alena Wagnerová (Hrsg.): Gartenschönheit oder Die Zerstörung von Mitteleuropa: Sidonie Nádherný – Briefe an Václav Wagner 1942–1949  Wallstein, Göttingen 2015, ISBN 978-3-8353-1618-8.